# Abdulquddus Atiah
Abdulquddus Atiah (1 de marzo de 1997) es un futbolista saudita que juega en la demarcación de portero para el Al Taawoun FC de la Liga Profesional Saudí.

## Selección nacional
El 28 de febrero de 2018 hizo su debut con la selección de Arabia Saudita en un partido amistoso contra Irak que finalizó con un resultado de 4-1 a favor del combinado iraquí tras el gol de Hassan Muath para el combinado saudita, y un gol de Emad Mohsin, un doblete de Mohanad Ali y un autogol de Saeed Al-Rubaie para Irak.

## Clubes
| Club                  | País           | Año       | Partidos | Goles |
| --------------------- | -------------- | --------- | -------- | ----- |
| Al-Fayha FC           | Arabia Saudita | 2018      | 0        | 0     |
| Al Wehda FC           | Arabia Saudita | 2018-2020 | 2        | 0     |
| Al-Adalah FC (cedido) | Arabia Saudita | 2020-2021 | 31       | 0     |
| Al Wehda FC           | Arabia Saudita | 2021-2024 | 47       | 0     |
| Al Taawoun FC         | Arabia Saudita | 2024-     |          |       |